# 山手公園

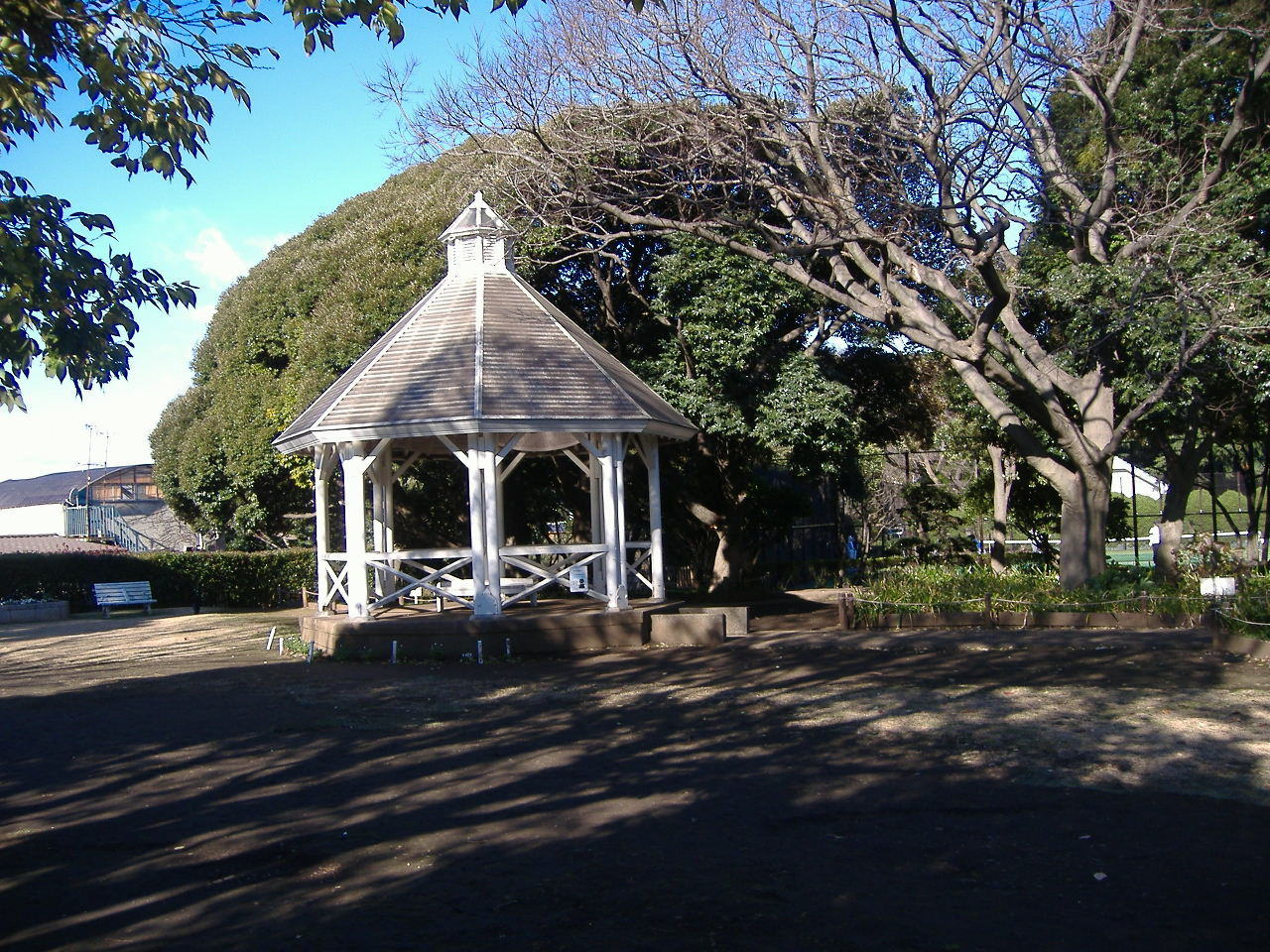

山手公園（日语：やまてこうえん）是位於日本橫濱市中區的公園。該公園是日本第一個西洋式公共庭園，亦是日本網球的發祥地。這座公園設置於1870年6月4日。1876年，這裡舉辦了日本第一場網球比賽。

## 外部連結
- 山手公園公式サイト （页面存档备份，存于）（横浜市緑の協会）
- 代表的な公園：山手公園 （页面存档备份，存于）（横浜市環境創造局）